# Bracon spasskensis
Bracon spasskensis är en stekelart som beskrevs av Vladimir Ivanovich Tobias 2000. Bracon spasskensis ingår i släktet Bracon och familjen bracksteklar. Inga underarter finns listade.